# Армі Ратіа
Армі Маріа Ратіа, до шлюбу Айраксінен (фін. Armi Ratia; нар.13 липня 1912, Фінляндія — 3 жовтня 1979, Гельсінкі, Фінляндія) — одна з найвідоміших підприємців Фінляндії, засновниця фінської текстильної та швейної компанії Marimekko Oy.

## Біографія
Армі Маріа Айраксінен народилася 13 липня 1912 року в місті Полкярві в Ладоганській Карелії.
Її батько, Матті Айраксінен, був дрібним торговцем, тримав невеликий продуктовий магазин; мати, Хілма Корвеноя, була викладачкою в початковій школі .
Після школи Армі вчилась в Центральній школі прикладних мистецтв у Гельсінкі. Після закінчення працювала в текстильному цеху. Під час Другої світової війни працювала помічницею адміністратора у Міністерстві оборони. У післявоєнний час писала оголошення в рекламному агентстві. Пізніше допомагала чоловікові Вільйо Ратіа, який займався клейонками на тканинній основі.

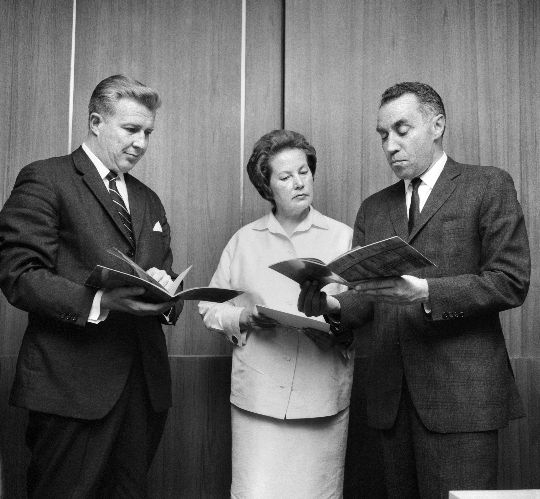
Армі Ратіа у 1965 році

У 1951 р. разом з чоловіком заснувала компанію Marimekko з виробництва текстильних виробів. Продукція Marimekko була високої якості, тому компанія швидко була визнана на міжнародному рівні. Вироби Marimekko у 1959 році привернули увагу Жаклін Кеннеді. Це сприяло ще більшій популярності компанії у модній індустрії та зростанню продажів на світових ринках.
Довгий час головним дизайнеркою Marimekko була фінська текстильна дизайнерка Мая Ісола, принти якої наносять на вироби й сьогодні.
Похована на кладовищі Гієтаніємі в Гельсінкі від цирозу печінки. Акції Армі Ратіа успадкували її діти.